# Oedistoma pygmaeum
Il beccolungo pigmeo (Oedistoma pygmaeum Salvadori, 1876) è un uccello passeriforme della famiglia Melanocharitidae.

## Etimologia
Il nome scientifico della specie, pygmaeum, significa "pigmeo" ed è un riferimento alla piccola taglia di questi uccelli: il loro nome comune altro non è che la traduzione di quello scientifico.

## Descrizione

### Dimensioni
Misura 7,3 cm di lunghezza, per un peso di 5 g: tali misure fanno del beccolungo pigmeo la specie di minori dimensioni non solo in seno alla propria famiglia d'appartenenza, ma in generale l'uccello più piccolo della Nuova Guinea.

### Aspetto

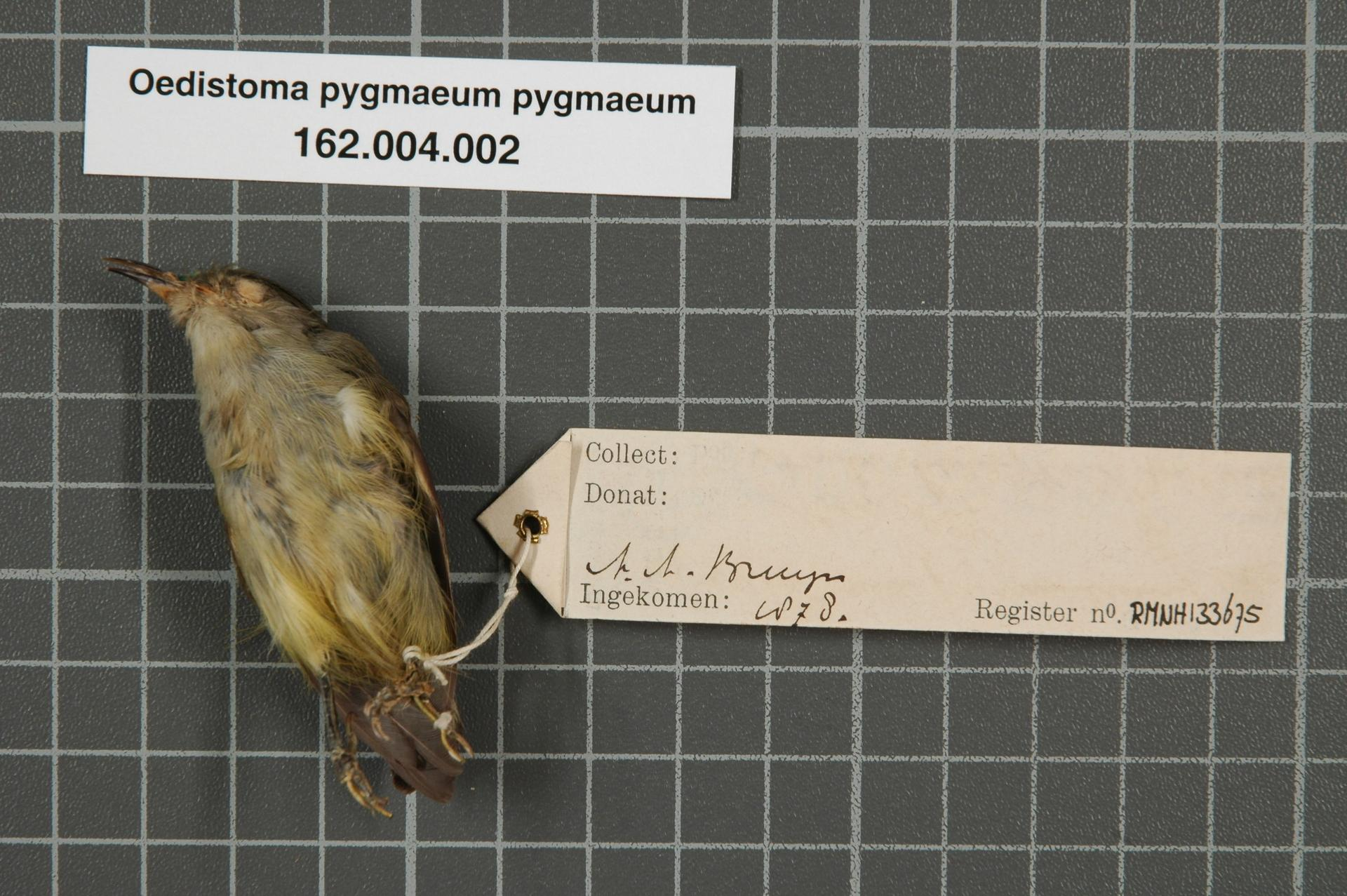
Veduta ventrale di femmina impagliata.

Si tratta di uccelletti dall'aspetto massiccio e paffuto, muniti di becco sottile e ricurvo verso il basso, forti zampe, ali appuntite e coda molto corta e di forma squadrata: nel complesso, questi uccelli possono ricordare dei mangiamiele con coda più corta del normale, o delle nettarinie dalla colorazione particolarmente sobria.
Il piumaggio è di colore bruno-verdastro su fronte, vertice, nuca, dorso, ali e coda, con queste ultime due parti più scure e tendenti al bruno-nerastro, mentre soprattutto nei maschi della sottospecie meeki il bruno della testa tende al grigio: la gola ed il petto sono anch'esse di colore grigio-biancastro, mentre il sottocoda è bianco ed i fianchi presentano decise sfumature gialle.
Il becco è di colore nerastro, e le zampe sono dello stesso colore: gli occhi sono invece di colore bruno scuro.

## Biologia
Si tratta di uccelletti molto vivaci ed in continuo movimento, che vivono  in coppie o in gruppetti, muovendosi di preferenza nella canopia.
Questi uccelli sono molto vocali, emettendo spesso il proprio richiamo cinguettante per tenersi in contatto fra loro.

## Alimentazione
La dieta di questi uccelli è insettivora, componendosi principalmente di piccoli insetti e ragni, nonché di nettare prelevato dai fiori.

### Riproduzione
La riproduzione di questi uccelli sembrerebbe avvenire durante la stagione secca (ottobre), quando sono stati osservati esemplari con gonadi ingrossate: mancano tuttavia altri dati al riguardo.

## Distribuzione e habitat
La specie è endemica della Nuova Guinea, dove popola tutta l'isola (tranne le aree montuose) ed anche alcune isole circonvicine.
L'habitat di questi uccelli è rappresentato dalla foresta pluviale di pianura e collina e dalla foresta a galleria, preferibilmente nelle aree di foresta secondaria o comunque non eccessivamente fitta: nella porzione meridionale del proprio areale il beccolungo pigmeo colonizza anche la foresta monsonica.

## Tassonomia
Se ne riconoscono due sottospecie:
- Oedistoma pygmaeum pygmaeum Salvadori, 1876 - diffusa in Nuova Guinea e nelle isole di Waigeo e Misool;
- Oedistoma pygmaeus meeki (Hartert, 1896) - endemica delle isole di D'Entrecasteaux;

Alcuni autori riconoscerebbero inoltre una sottospecie flavipectus del sud-est della Nuova Guinea, una sottospecie olivascens della penisola di Huon ed una sottospecie waiguense di Waigeo, tutte sinonimizzate con la sottospecie nominale.